# 热那亚占领罗得岛
热那亚占领罗得岛指的是1248年-1249年末或1250年初热那亚共和国占领罗得城及其同名岛屿（罗得岛）部分地区的历史事件。当时罗得岛由附属于尼西亚帝国的希腊豪强统治，1248年，热那亚人以一次突袭夺取该岛首府罗得城，并得到了亚该亚亲王国士兵的协助。尼西亚军队随后开始进攻，并于1249年末或1250年初赶走了热那亚人。

## 背景
13世纪初，甚至有可能是在1204年第四次十字军攻陷君士坦丁堡之前，罗得岛及其周边小岛就已脱离了拜占庭帝国中央政府的统治，由自称“凯撒”的利奥·加巴拉斯统治。尽管有时利奥会承认拜占庭帝国的主要希腊人继承国尼西亚帝国的宗主权，但他实际上是统治着一片以罗得岛为中心的基本独立的领地。
为了抵制尼西亚帝国的影响、巩固自己的地位，利奥曾于1234、1236年两次与威尼斯共和国签订条约。但他于约1240年去世，继位的兄弟约翰·加巴拉斯政治位置更加不利，于是承认尼西亚皇帝约翰三世为他的领主。作为交换，约翰三世封他为“大都督（μέγας δούξ）”“尊者（σεβαστός）”，并将一位皇室成员（可能是他的姐妹）嫁给他。
热那亚共和国几乎没有在第四次十字军中得利，其在君士坦丁堡的活动也被威尼斯排挤，因此渴望在东方获得立足点，数批热那亚使者到访尼西亚帝国，但没有取得什么成果。这一失败再加上神圣罗马皇帝腓特烈二世对两个海上共和国造成的共同威胁，迫使热那亚与威尼斯暂时和解：1248年双方签订条约，划分了两国在地中海的势力范围，罗得岛则被划入一片两国共同控制的地区。

## 占领与收复
1247或1248年，约翰·加巴拉斯离开罗得岛，率陆军、海军在尼科米底亚附近加入尼西亚军，共同攻打拉丁帝国。正当他不在时，1248年春季或夏季，一支可能准备加入法王路易九世的第七次十字军的热那亚舰队途径罗得岛，发现岛上几乎没有防备。热那亚人长期因其战略地位而觊觎该岛，于是他们把握时机，以一次夜间突袭夺取了岛屿首府罗得城。 

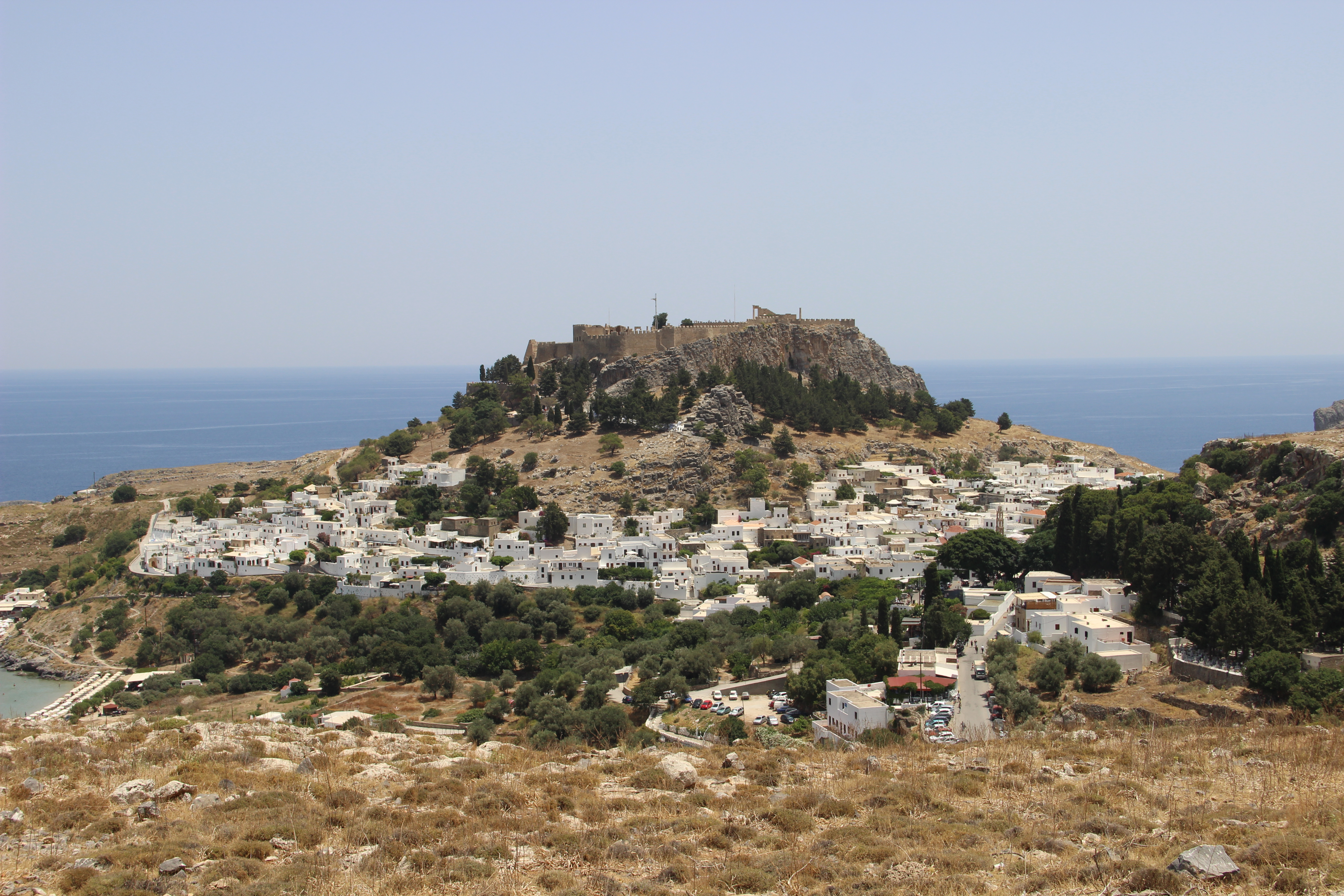
林佐斯的防御工事（摄于2014年）

尼西亚的约翰三世迅速做出反应，派他的“斟酒人（πιγκέρνης）”色雷斯西亚军区都督（δούξ）约翰·坎塔库泽努斯率舰队前往罗得岛。这支舰队于1248年末或1249年初起航，但没有直接前往罗得岛，而是先夺取了莱罗斯岛与卡利姆诺斯岛。约翰一开始只有一支较小的部队，可能只有他自己统辖的色雷斯西亚军区的军力，因此他决定在进攻罗得城之前先确保岛屿南部未被占领的堡垒。尼西亚军在有防御工事，北距罗得城40公里的林佐斯附近登陆，并在东北距罗得城5公里的菲勒雷莫斯（今亚利索斯）建立营地。这时约翰三世派遣的援军也赶到，使得尼西亚军能够把热那亚人封锁在城市里。

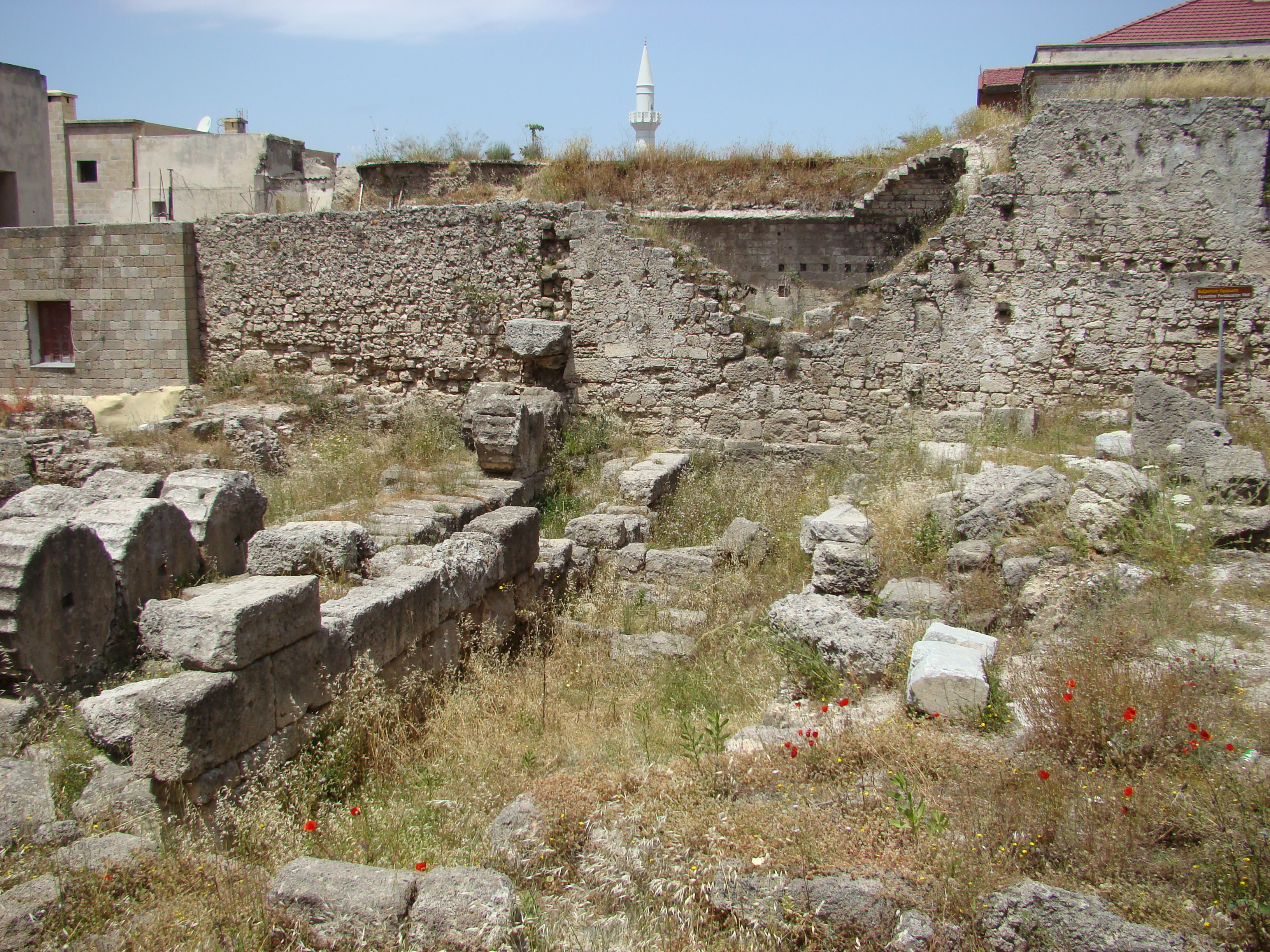
罗得城拜占庭时期防御工事的遗迹（摄于2008年）

热那亚守军自居民手中夺取了足够的食物，因此他们并不是特别担忧，同时代的尼西亚史家乔治·阿克罗波利特斯还指责他们与本地的漂亮姑娘睡觉，把老女人、丑女人都赶出城外，这次围城一直持续到春季。据阿克罗波利特斯的记载，1249年5月中旬，正当城市濒临陷落时，打算经塞浦路斯前往埃及加入第七次十字军的亚该亚亲王纪尧姆二世·德维尔阿杜安与勃艮第公爵于格四世偶然到达罗得岛。纪尧姆二世带了400名骑士随行，他同意留下100名骑士帮助热那亚人防守。这迫使尼西亚军放弃围城回到菲勒雷莫斯，并反被热那亚人自海上、陆上包围，亚该亚士兵则劫掠了岛上的乡村地带。
约翰三世在尼姆费翁（Νύμφαιο，今凯末尔帕夏）听闻此事后，下令在士麦那再组织一支包含300骑兵的远征军，交由“最尊贵者（πρωτοσέβαστος）”狄奥多尔·孔托斯特法诺斯（Theodore Kontostephanos）指挥，并向他下发书面作战指示。援军的到来再次逆转了双方的实力对比：尼西亚军队抓获了忙于在乡间抢劫，毫无防备的亚该亚士兵，狄奥多尔下令将他们全部处决。热那亚人则逃回城市，但他们自知无法承受第二次围攻，于是决定投降以换取安全离开，此事发生于1249年末或1250年初。罗得岛很快被全部收复，以至于约翰三世的盟友腓特烈二世在1250年9月前就收到了消息，并写信祝贺他的成功。

## 后果
热那亚人被驱逐以后，罗得岛完全并入尼西亚帝国，加巴拉斯家族失去了统治权。岛屿本身可能短暂地被交还给约翰·加巴拉斯统治，但他很快去世（可能是在1250年之前）。他的儿子利奥可能尚未成年，虽说他是尼西亚皇帝的侄子，但仍被禁止继承罗得岛，并随母亲搬到克里特岛居住。1256年左右，或按另一种说法1261年尼西亚帝国收复君士坦丁堡之后，罗得岛交由米海尔八世（1259-1282年在位）的弟弟约翰·巴列奥略统治。然而突厥人的威胁越来越大，迫使米海尔八世于约1278年将该岛作为封地授予为帝国服务的热那亚海盗吉奥瓦尼·德洛卡沃。
西欧人，特别是热那亚人对罗得岛的兴趣并没有减弱。随着拜占庭帝国在安德洛尼卡二世（1282-1328年在位）的统治下迅速衰弱，西欧人开始采取新的策略以夺取这个具有战略意义的岛屿。14世纪00年代，威尼斯人开始夺取罗得岛附近的一些岛屿，也将目光投向本岛。此时，罗得岛属于为安德罗尼卡服务的热那亚海盗安德烈亚·莫里西科与他的叔叔维格诺洛·德维格诺利（Vignolo de' Vignoli）。面对威尼斯的威胁，维格诺沃与医院骑士团合作，导致医院骑士团征服罗得岛，后者于1306年出兵，并在1309年或1310年经长期的围攻夺取了罗得城，完成了对岛屿的征服。

## 引用
1. ↑  Hendy 1999b，第648–649頁.
2. ↑  Macrides 2007，第185, 187–188頁.
3. ↑  Savvides 1990，第184–187頁.
4. ↑  Balar 1978，第38–41頁.
5. ↑  Balar 1978，第41頁.
6. ↑  Savvides 1990，第187–188頁.
7. ↑  Macrides 2007，第246, 248 (note 4)頁.
8. ↑  Savvides 1990，第187–188 (note 20)頁.
9. ↑  Hendy 1999a，第116–117頁.
10. ↑  Savvides 1990，第188–189頁.
11. ↑  Macrides 2007，第246頁.
12. ↑  Savvides 1990，第189–190頁.
13. ↑  Savvides 1990，第190–191頁.
14. 1 2  Macrides 2007，第246, 248 (note 6)頁.
15. ↑  Savvides 1990，第191–192頁.
16. ↑  Hendy 1999a，第116頁.
17. ↑  Savvides 1990，第192–193頁.
18. ↑  Macrides 2007，第246, 248 (note 7)頁.
19. ↑  Macrides 2007，第246–247頁.
20. ↑  Savvides 1990，第193頁.
21. ↑  Savvides 1990，第194–195頁.
22. ↑  Macrides 2007，第247頁.
23. 1 2 3  Hendy 1999a，第117頁.
24. ↑  Savvides 1990，第195頁.
25. ↑  Macrides 2007，第247, 249 (note 13)頁.
26. ↑  Savvides 1990，第196頁.
27. 1 2 3  Hendy 1999b，第649頁.
28. ↑  Savvides 1990，第195–197頁.
29. ↑  Savvides 1990，第197–199頁.
30. ↑  Macrides 2007，第350 (note 10)頁.
31. ↑  Savvides 1990，第199 (esp. note 75)頁.
32. 1 2  Savvides 1990，第199頁.
33. ↑  Luttrell 1997，第743–744頁.
34. ↑  Luttrell 1975，第282–283頁.
35. ↑  Luttrell 1997，第740–742頁.
36. ↑  Luttrell 1997，第742–744頁.
37. ↑  Luttrell 1997，第737, 745–756頁.

### 延伸阅读
- Savvides, Alexis. . Δελτίoν τῆς Ἱστoρικῆς καὶ Ἐθνoγικῆς Ἐταιρείας τῆς Ἐλλάδoς. 1981, 24: 358–376 （希腊语）.